# Палеотип
Палеотип (на гръцки: παλαιóς — древен и на гръцки: τύπος – печат) – условно наименование на европейските печатни книги в периода от 1 януари 1501 г. до 1 януари 1551 г.
Сред палеотипите има и около 70 книги на кирилица..
В сравнение с Инкунабулата, Палеотипите са значително умалени като формат и съответно по-практични за употреба.
По съдържанието си са изключително разнообразни, като са обект на научно изучаване и колекционерство..